# ميغيل كابريرا (لاعب كرة قاعدة)
ميغيل كابريرا (مواليد 18 أبريل 1983) هو لاعب كرة قاعدة فنزويلي يلعب في نادي ديترويت تايجرز.